# Ibrahim Alma
Ibrahim Alma (Umm al-'Adam, província de Homs, 18 de Outubro de 1991) é um futebolista sírio que atua como goleiro. Defende a seleção de seu país desde 2012, pela qual já atuou 60 vezes.
Ibrahim ganhou notoriedade pelo jeito peculiar com o qual repõe a bola em jogo: ao invés de dar o famoso chutão na bola, ele faz o movimento do saque por baixo do vôlei, fazendo com que a bola chegue até a intermediária adversaria.